# Liste de films péruviens
Ci-dessous une liste des films produits par le cinéma péruvien. Cette liste est nécessairement incomplète.
Pour une liste alphabétique des films péruviens voir Catégorie:Film péruvien.

## Années 1910
| 1911                        |                             |  |  |  |
| Los centauros peruanos      |                             |  |  |  |
| 1913                        |                             |  |  |  |
| Negocio al agua             | Federico Blume              |  |  |  |
| 1913                        |                             |  |  |  |
| Del matrimonio al manicomio | María Isabel Sanchez Concha |  |  |  |

## Années 1920
| 1927                   |                            |  |  |  |
| Luis Pardo             | Enrique Cornejo Villanueva |  |  |  |
| 1929                   |                            |  |  |  |
| Los Abismos de la vida |                            |  |  |  |

## Années 1930
| 1930                        |                 |  |  |  |
| Alma peruana                |                 |  |  |  |
| 1931                        |                 |  |  |  |
|                             |                 |  |  |  |
| 1932                        |                 |  |  |  |
|                             |                 |  |  |  |
| 1933                        |                 |  |  |  |
| Yo perdí mi corazón en Lima | Alberto Santana |  |  |  |
| 1934                        |                 |  |  |  |
|                             |                 |  |  |  |
| 1935                        |                 |  |  |  |
|                             |                 |  |  |  |
| 1936                        |                 |  |  |  |
|                             |                 |  |  |  |
| 1937                        |                 |  |  |  |
|                             |                 |  |  |  |
| 1938                        |                 |  |  |  |
|                             |                 |  |  |  |
| 1939                        |                 |  |  |  |
| Almas en derrota            |                 |  |  |  |

## Années 1940
| 1940                    |                   |  |  |  |
|                         |                   |  |  |  |
| 1941                    |                   |  |  |  |
|                         |                   |  |  |  |
| 1942                    |                   |  |  |  |
|                         |                   |  |  |  |
| 1943                    |                   |  |  |  |
|                         |                   |  |  |  |
| 1944                    |                   |  |  |  |
|                         |                   |  |  |  |
| 1945                    |                   |  |  |  |
| A río revuelto          |                   |  |  |  |
| 1946                    |                   |  |  |  |
| La Lunareja             | Bernardo Roca Rey |  |  |  |
| 1947                    |                   |  |  |  |
|                         |                   |  |  |  |
| 1948                    |                   |  |  |  |
| Una Apuesta con Satanás |                   |  |  |  |
| 1949                    |                   |  |  |  |
|                         |                   |  |  |  |

## Années 1950
| 1950 |  |  |  |  |
|      |  |  |  |  |
| 1951 |  |  |  |  |
|      |  |  |  |  |
| 1952 |  |  |  |  |
|      |  |  |  |  |
| 1953 |  |  |  |  |
|      |  |  |  |  |
| 1954 |  |  |  |  |
|      |  |  |  |  |
| 1955 |  |  |  |  |
|      |  |  |  |  |
| 1956 |  |  |  |  |
|      |  |  |  |  |
| 1957 |  |  |  |  |
|      |  |  |  |  |
| 1958 |  |  |  |  |
|      |  |  |  |  |
| 1959 |  |  |  |  |
|      |  |  |  |  |

## Années 1960
| 1960                   |                                                      |  |  |  |
|                        |                                                      |  |  |  |
| 1961                   |                                                      |  |  |  |
| Kukuli                 | Luis Figueroa, Eulogio Nishiyama et César Villanueva |  |  |  |
| 1962                   |                                                      |  |  |  |
|                        |                                                      |  |  |  |
| 1963                   |                                                      |  |  |  |
|                        |                                                      |  |  |  |
| 1964                   |                                                      |  |  |  |
| Ganarás el pan         | Armando Robles Godoy                                 |  |  |  |
| 1965                   |                                                      |  |  |  |
|                        |                                                      |  |  |  |
| 1966                   |                                                      |  |  |  |
|                        |                                                      |  |  |  |
| 1967                   |                                                      |  |  |  |
| A la sombra del sol    |                                                      |  |  |  |
| No Stars in the Jungle | Armando Robles Godoy                                 |  |  |  |
| 1968                   |                                                      |  |  |  |
| Annabelle Lee          |                                                      |  |  |  |
| 1969                   |                                                      |  |  |  |
|                        |                                                      |  |  |  |

## Années 1970
| 1970                                 |                                                                                  |  |  |                                               |
| Anthropology: A Study of People      |                                                                                  |  |  |                                               |
| La muralla verde (La muraille verte) | Armando Robles Godoy                                                             |  |  |                                               |
| 1971                                 |                                                                                  |  |  |                                               |
| La Araucana (film)                   |                                                                                  |  |  |                                               |
| 1972                                 |                                                                                  |  |  |                                               |
| Espejismo                            | Armando Robles Godoy                                                             |  |  |                                               |
| 1973                                 |                                                                                  |  |  |                                               |
|                                      |                                                                                  |  |  |                                               |
| 1974                                 |                                                                                  |  |  |                                               |
| Arrows (film)                        |                                                                                  |  |  |                                               |
| 1975                                 |                                                                                  |  |  |                                               |
| Allpakallpa                          | Bernardo Arias                                                                   |  |  |                                               |
| 1976                                 |                                                                                  |  |  |                                               |
|                                      |                                                                                  |  |  |                                               |
| 1977                                 |                                                                                  |  |  |                                               |
| Muerte al amanecer                   | Francisco José Lombardi                                                          |  |  |                                               |
| Los perros hambrientos               | Luis Figueroa                                                                    |  |  | Après le roman éponyme de Ciro Alegría        |
| 1978                                 |                                                                                  |  |  |                                               |
| Cuentos Inmorales                    | Augusto Tamayo, Francisco José Lombardi, Flores Guerra and José Carlos Huayhuaca |  |  |                                               |
| 1979                                 |                                                                                  |  |  |                                               |
| Yawar Fiesta                         | Luis Figueroa                                                                    |  |  | Après le roman éponyme de José María Arguedas |

## Années 1980
| 1980                                 |                                                                     |                              |  |                                                                      |  |
| Abisa a los compañeros               | Felipe Degregori                                                    |                              |  | Après le roman Abisa a los compañeros, pronto de Guillermo Thordnike |  |
| Aventuras prohibidas                 | Augusto Tamayo et José Carlos Huayhuaca                             |                              |  |                                                                      |  |
| La muerte de un magnate              | Francisco José Lombardi                                             |                              |  |                                                                      |  |
| 1981                                 |                                                                     |                              |  |                                                                      |  |
|                                      |                                                                     |                              |  |                                                                      |  |
| 1982                                 |                                                                     |                              |  |                                                                      |  |
| La familia Orozco                    | Jorge Reyes                                                         |                              |  |                                                                      |  |
| Ojos de Perro                        | Alberto Durant                                                      |                              |  |                                                                      |  |
| 1983                                 |                                                                     |                              |  |                                                                      |  |
| Maruja en el infierno                | Francisco José Lombardi                                             | Elena Romero                 |  | Après le roman No una sino muchas muertes d'Enrique Congrains        |  |
| El viento de ayahuasca               | Nora de Izcue                                                       |                              |  |                                                                      |  |
| 1984                                 |                                                                     |                              |  |                                                                      |  |
| Túpac Amaru                          | Federico García                                                     | Reynaldo Arenas              |  |                                                                      |  |
| 1985                                 |                                                                     |                              |  |                                                                      |  |
| Gregorio                             | Grupo Chaski (Fernando Espinoza, Alejandro Legaspi et Stefan Kaspar |                              |  |                                                                      |  |
| La ciudad y los perros               | Francisco José Lombardi                                             |                              |  | Après le roman éponyme de Mario Vargas Llosa                         |  |
| 1986                                 |                                                                     |                              |  |                                                                      |  |
| Malabrigo                            | Alberto Durant                                                      |                              |  |                                                                      |  |
| Profesión: Detective                 | José Carlos Huayhuaca                                               |                              |  |                                                                      |  |
| 1987                                 |                                                                     |                              |  |                                                                      |  |
| La fuga del chacal                   | Augusto Tamayo                                                      |                              |  |                                                                      |  |
| Juliana                              | Grupo Chaski (Fernando Espinoza, Alejandro Legaspi et Stefan Kaspar |                              |  |                                                                      |  |
| Misión en los Andes                  | Luis Llosa                                                          |                              |  |                                                                      |  |
| El socio de Dios                     | Federico García et Roger Rumrill                                    |                              |  |                                                                      |  |
| Sonata Soledad                       | Armando Robles Godoy                                                | Jenny Woodman, Maribel Palma |  |                                                                      |  |
| 1988                                 |                                                                     |                              |  |                                                                      |  |
| Juliana                              | Grupo Chaski                                                        |                              |  |                                                                      |  |
| La Gueule du loup (La boca del lobo) | Francisco José Lombardi                                             |                              |  |                                                                      |  |
| 1989                                 |                                                                     |                              |  |                                                                      |  |
| La manzanita del diablo              | Federico García                                                     | Tania Helfgott               |  |                                                                      |  |

## Années 1990
| 1990                                             |                             |  |  |                                                                              |  |
| Tombés du ciel (Caídos del cielo)                | Francisco José Lombardi     |  |  | Partialment après la nouvelle Charognards sans plumes de Julio Ramón Ribeyro |  |
| Ni con Dios, ni con el diablo                    | Nilo Pereira del Mar        |  |  |                                                                              |  |
| 1991                                             |                             |  |  |                                                                              |  |
| Alias 'La Gringa'                                | Alberto Durant              |  |  |                                                                              |  |
| 1992                                             |                             |  |  |                                                                              |  |
| El Aniversario                                   |                             |  |  |                                                                              |  |
| Apu Condor (The Condor God)                      |                             |  |  |                                                                              |  |
| La lengua de los zorros                          | Federico García             |  |  |                                                                              |  |
| La vida es una sola                              | Marianne Eyde               |  |  |                                                                              |  |
| 1993                                             |                             |  |  |                                                                              |  |
| Reportaje a la muerte                            | Danny Gavidia               |  |  |                                                                              |  |
| Todos somos estrellas                            | Felipe Degregori            |  |  |                                                                              |  |
| 1994                                             |                             |  |  |                                                                              |  |
| Sin compasión                                    | Francisco José Lombardi     |  |  |                                                                              |  |
| 1995                                             |                             |  |  |                                                                              |  |
| Anda, corre, vuela                               | Augusto Tamayo              |  |  |                                                                              |  |
| 1996                                             |                             |  |  |                                                                              |  |
| Bajo la piel                                     | Francisco José Lombardi     |  |  |                                                                              |  |
| Asia, el culo del mundo                          | Juan Carlos Torrico         |  |  |                                                                              |  |
| 1997                                             |                             |  |  |                                                                              |  |
| Anaconda, le prédateur                           | Luis Llosa                  |  |  |                                                                              |  |
| La cuerda floja                                  | Fabrizio Aguilar            |  |  | Après la nouvelle El payaso de Gonzalo Mariátegui                            |  |
| 1998                                             |                             |  |  |                                                                              |  |
| Coraje                                           | Alberto Durant              |  |  |                                                                              |  |
| Ne le di à personne (No se lo digas a nadie)     | Francisco José Lombardi     |  |  | Après le roman éponyme de Jaime Bayly                                        |  |
| 1999                                             |                             |  |  |                                                                              |  |
| At Midnight and a Half (A la medianoche y media) | Mariana Rondón, Marite Ugáz |  |  |                                                                              |  |
| La carnada                                       | Marianne Eyde               |  |  |                                                                              |  |

## Années 2000
| 2000                                                     |                                  |                                                                                                |                   |                                                                               |  |
| City of M (Ciudad de M)                                  | Felipe Degregori                 | Santiago Magill, Christian Meier                                                               | Drame             | Après le roman Al final de la calle d'Oscar Malca                             |  |
| Imposible amor                                           | Armando Robles Godoy             |                                                                                                |                   |                                                                               |  |
| Pantaleón y las visitadoras                              | Francisco José Lombardi          | Salvador del Solar, Gustavo Bueno                                                              |                   | Après le roman éponyme de Mario Vargas Llosa                                  |  |
| Tinta roja (Red ink)                                     | Francisco José Lombardi          | Gianfranco Brero, Giovanni Ciccia, Fele Martínez, Lucía Jiménez, Carlos Gassois, Gustavo Bueno |                   |                                                                               |  |
| 2001                                                     |                                  |                                                                                                |                   |                                                                               |  |
| El abigeo                                                | Flaviano Quispe                  |                                                                                                |                   |                                                                               |  |
| Bala perdida                                             | Aldo Salvini                     |                                                                                                |                   |                                                                               |  |
| El bien esquivo                                          | Augusto Tamayo                   |                                                                                                |                   |                                                                               |  |
| Mi crimen al desnudo                                     | Leonidas Zegarra                 |                                                                                                |                   |                                                                               |  |
| 2002                                                     |                                  |                                                                                                |                   |                                                                               |  |
| Django : la otra cara                                    | Ricardo Velásquez                |                                                                                                |                   |                                                                               |  |
| El forastero                                             | Federico García Hurtado          |                                                                                                |                   |                                                                               |  |
| Jarjacha                                                 | Melitón Eusebio                  |                                                                                                |                   |                                                                               |  |
| 2003                                                     |                                  |                                                                                                |                   |                                                                               |  |
| Archivo Courret. Un estorbo de cien mil dólares          |                                  |                                                                                                |                   |                                                                               |  |
| Are You Feeling Lonely?                                  |                                  |                                                                                                |                   |                                                                               |  |
| Destiny Has No Favorites (El destino no tiene favoritos) | Álvaro Velarde de la Rosa        | Angie Cepeda                                                                                   |                   |                                                                               |  |
| Paper Dove (Paloma de papel)                             | Fabrizio Aguilar                 |                                                                                                |                   |                                                                               |  |
| 2004                                                     |                                  |                                                                                                |                   |                                                                               |  |
| Aura                                                     |                                  |                                                                                                |                   |                                                                               |  |
| Carnets de voyage                                        | Walter Salles                    | Gael García Bernal, Rodrigo de la Serna                                                        | Road movie, Drame |                                                                               |  |
| Dias de Santiago                                         | Josué Méndez                     | Pietro Sibille, Milagros Vidal                                                                 | Drame             |                                                                               |  |
| 2005                                                     |                                  |                                                                                                |                   |                                                                               |  |
| Al son de mi familia                                     |                                  |                                                                                                |                   |                                                                               |  |
| Apu Oncoy: Una voz, un sueño en los Andes                |                                  |                                                                                                |                   |                                                                               |  |
| Arena viva                                               |                                  |                                                                                                |                   |                                                                               |  |
| Les pirates du Pacifique (Los piratas en el Callao)      | Eduardo Schuldt                  |                                                                                                |                   | Après le roman éponyme de Hernán Garrido Lecca                                |  |
| Mañana te cuento                                         | Eduardo Mendoza de Echave        |                                                                                                |                   |                                                                               |  |
| Un dia sin sexo                                          | Frank Pérez-Garland              |                                                                                                |                   |                                                                               |  |
| La Femme de mon frère                                    | Ricardo de Montreuil             |                                                                                                |                   | Après le roman homonyme de Jaime Bayly                                        |  |
| 2006                                                     |                                  |                                                                                                |                   |                                                                               |  |
| Chicha tu madre                                          |                                  | Gianfranco Quattrini                                                                           |                   |                                                                               |  |
| Mariposa negra                                           | Francisco José Lombardi          | Gustavo Bueno                                                                                  |                   | Après le roman Grandes miradas d'Alonso Cueto                                 |  |
| El Acuarelista                                           | Daniel Rodríguez Risco           | Miguel Iza                                                                                     |                   |                                                                               |  |
| Madeinusa                                                | Claudia Llosa                    | Magaly Solier                                                                                  |                   |                                                                               |  |
| Morir Antes Que Esclavos Vivir                           | Victoria Chicon et Victor Damian |                                                                                                |                   |                                                                               |  |
| Dragons: la destinée du feu (Dragones: destino de fuego) | Eduardo Schuldt                  |                                                                                                |                   | Après le roman John-John, el dragón del lago Titicaca de Hernán Garrido Lecca |  |
| The Trial (La prueba)                                    | Judith Velez                     |                                                                                                |                   |                                                                               |  |
| 2007                                                     |                                  |                                                                                                |                   |                                                                               |  |
| La gran sangre: La película                              |                                  |                                                                                                |                   |                                                                               |  |
| Muero por Muriel                                         | Augusto Cabada                   |                                                                                                |                   |                                                                               |  |
| Una sombra al frente                                     | Augusto Tamayo                   |                                                                                                |                   |                                                                               |  |
| 2008                                                     |                                  |                                                                                                |                   |                                                                               |  |
| Dioses                                                   | Josué Mendez                     |                                                                                                |                   |                                                                               |  |
| Mañana te cuento 2                                       | Eduardo Mendoza de Echave        |                                                                                                |                   |                                                                               |  |
| 2009                                                     |                                  |                                                                                                |                   |                                                                               |  |
| Contracorriente                                          | Javier Fuentes-León              |                                                                                                |                   |                                                                               |  |
| Fausta (La teta asustada)                                | Claudia Llosa                    |                                                                                                |                   |                                                                               |  |
| Máncora                                                  | Ricardo de Montreuil             | Jason Day, Elsa Pataky, Enrique Murciano,Liz Gallardo                                          | Drame             |                                                                               |  |

## Années 2010
|                                                  |                                        |                                                                                   |         |                                                                      |  |  |
| 2011                                             |                                        |                                                                                   |         |                                                                      |  |  |
| Les mauvaises intentions (Las malas intenciones) | Rosario Garcia-Montero                 | Fátima Buntinx, Katerina D'Onofrio                                                |         |                                                                      |  |  |
| 2012                                             |                                        |                                                                                   |         |                                                                      |  |  |
|                                                  |                                        |                                                                                   |         |                                                                      |  |  |
| 2013                                             |                                        |                                                                                   |         |                                                                      |  |  |
| ¡Asu Mare!                                       | Ricardo Maldonado                      |                                                                                   |         |                                                                      |  |  |
| 2014                                             |                                        |                                                                                   |         |                                                                      |  |  |
| Le ventre (El vientre)                           | Daniel Rodríguez Risco                 | Vanessa Saba, Mayella Lloclla                                                     |         |                                                                      |  |  |
| Extirpador de idolatrías                         | Manuel Siles                           | Magaly Solier, Augusto Casafranca, Katerina D'Onofrio                             |         |                                                                      |  |  |
| NN                                               | Héctor Gálvez                          |                                                                                   |         |                                                                      |  |  |
| Victoria                                         | Dana Bonilla et Francesca Danovaro     | Muki Sabogal, Oscar Carrillo, Diego Cáceres, Carlos Galiano                       | Fiction | Court-métrage                                                        |  |  |
| 2015                                             |                                        |                                                                                   |         |                                                                      |  |  |
| Videoifilia (y otros síndromes virales)          | Juan Daniel F. Molero                  | Muki Sabogal, Terom, Tilsa Otta, José Gabriel Alegría, Michel Lovón, Manuel Siles |         |                                                                      |  |  |
| Deux bisous (Dos besos)                          | Francisco José Lombardi                | Wendy Vásquez, Mayella Lloclla                                                    |         |                                                                      |  |  |
| La bête la plus féroce (La bestia más feroz)     | César Miranda                          | Muki Sabogal                                                                      |         | Court-métrage. Avec le soutien de l'École de cinéma de Łódź, Pologne |  |  |
| Magallanes                                       | Salvador del Solar                     | Damián Alcázar, Magaly Solier                                                     |         | Après la nouvelle La pasajera d'Alonso Cueto                         |  |  |
| 2016                                             |                                        |                                                                                   |         |                                                                      |  |  |
| Asunción                                         | Nicolás Carrasco et Rafael de Orbegoso | Muki Sabogal                                                                      |         | Court-métrage                                                        |  |  |
| 2017                                             |                                        |                                                                                   |         |                                                                      |  |  |
| Le dernier après-midi (La última tarde)          | Joel Calero                            | Katerina D'Onofrio, Lucho Cáceres, Manuel Siles                                   |         |                                                                      |  |  |
| Mon père (Retablo)                               | Alvaro Delgado-Aparicio                | Junior Béjar, Amiel Cayo, Magaly Solier, Hermelinda Luján                         | Drame   |                                                                      |  |  |
| 2019                                             |                                        |                                                                                   |         |                                                                      |  |  |
| En medio del laberinto                           | Salomon Pérez                          | Renzo André Malpartida, Astrid Casos Portocarrero, Pablo Ruiz                     | Fiction |                                                                      |  |  |